# 住まいの極意 〜My sweet life〜
『住まいの極意 〜My sweet life〜』（すまいのごくい マイスイートライフ）は、テレビ東京系列局ほかで放送されたテレビ東京製作の住宅情報番組。全76回。製作局のテレビ東京では2004年10月2日から2006年3月25日まで、毎週土曜 18:30 - 19:00 (JST) に放送。

## 概要
毎回個性的で魅力的な一般住宅を取り上げ、それが人の暮らしとどのように密接に関わっているのかを紹介していた番組である。ナビゲーターは田中律子が担当。

## 放送局
系列局のテレビ北海道も2005年4月5日から火曜9:55枠でこの番組を放送していたが、わずか3か月で打ち切り、替わってテレビ大阪製作の『神田川塾 〜美味三昧〜』を放送するようになった。また、系列局の三重テレビ、TBS系列局のチューリップテレビも2005年にこの番組を放送していたことがある。